# إيلي بوين
إيلي بوين (بالإنجليزية: Eli Bowen) هو لاعب سيرك ‏ أمريكي، ولد في 14 أكتوبر 1844 في مقاطعة رتشلاند في الولايات المتحدة، وتوفي في 4 مايو 1924 في كوني آيلاند في الولايات المتحدة.